# Törülközőnap
A törülközőnap (angolul: Towel Day) tisztelgés minden év május 25-én Douglas Adams (1952–2001) angol sci-fi-író emléke előtt.
Ezen a napon a rajongók és tisztelők mindenhova a törülközőjükkel mennek, amiről így ír a Galaxis útikalauz stopposoknak (Hitchhiker's Guide to the Galaxy) „ötrészes trilógia”: 
„Törülköző: A lehető leghasznosabb dolog, amit csak magával vihet a csillagközi stoppos. Egyrészt komoly gyakorlati értéke van: beletakarózhatunk, hogy meleghez jussunk, míg átugrándozunk a Jaglan-Béta hideg holdjain; heverhetünk rajta, míg a Santagrinus-V ragyogó, márványhomokos tengerpartjain szívjuk a sűrű tengeri levegőt; felvitorlázhatjuk vele minitutajunkat, míg lefelé sodródunk a lassú, lomha Moth folyón; takarózhatunk vele, miközben Kakrafoon sivatagainak vörös csillagai ragyognak ránk; megnedvesíthetjük és fegyverként használhatjuk kézitusában; fejünkre tekerhetjük, hogy távol tartsuk a mérges gőzöket, vagy hogy elkerüljük a Traal bolygó Mohó Poloskapattintó Fenevadjának pillantását (észvesztően ostoba állat, azt hiszi, ha te nem látod őt, ő sem lát téged – annyi esze van mint egy cipőtalpnak, de nagyon-nagyon mohó); veszély esetén vészjelzéseket adhatunk vele, és természetesen beletörülközhetünk, ha még elég tiszta hozzá.
Másrészt, és ez a fontosabb, a törülközőnek roppant pszichológiai jelentősége van. Miért, miért nem, ha a strag (strag: nem stoppos) észreveszi, hogy a stopposnak van törülközője, azonnal föltételezi, hogy fogkeféje, arctörlője, szappana, doboz kétszersültje, kulacsa, iránytűje, kötélgombolyagja, szúnyogriasztója, esőkabátja, űrruhája stb. is van. Sőt a strag boldogan odakölcsönzi a stopposnak a felsoroltak vagy egy tucat egyéb tétel bármelyikét, melyet a stoppos véletlenül „elvesztett”. A strag úgy gondolkodik, hogy aki széltében-hosszában bejárja stoppolva a galaxist, nomádul és csövezve él, hihetetlen nehézségekkel néz farkasszemet, és győz, és még azt is tudja, hogy hol a törülközője – az igazán olyan valaki, akit komolyan kell venni.
Innen ered a kifejezés, mely a stoppos szlengbe is átkerült már: 
Hej, helltél már azzal a klufi Ford Prefecttel? Az aztán a sahár, mindig tudja, hol a törülközője!
(Hellni: megismerkedni, beszélgetni, találkozni, lefeküdni valakivel; klufi: nagyszerű, belevaló fickó; sahár: igazán nagyszerű, belevaló fickó)” Molnár István fordítása

## Eredete
Az eredeti felhívás a „Törülközőnap” megtartására a „Binary Freedom” nyílt forráskódú fórumon jelent meg 2001. május 14-én:

„
Towel Day: A Tribute to Douglas Adams

Monday 14 May 2001 06:00am PDT

Douglas Adams hiányozni fog a rajongóinak világszerte. Hogy mindenki megemlékezhessen a zsenialitásáról, azt javaslom, hogy a két héttel halála utáni nap (2001. május 25.) legyen „Törülközőnap”. Minden Douglas Adams rajongót arra bátorítunk, hogy hozzon magával egy törülközőt ezen a napon.

Viszlát Douglas, és kösz a halakat!”

– D Clyde Williamson, 2001-05-14 

Chris Campbell és barátai regisztrálták a TowelDay.org weboldalt, ami arra emlékezteti az embereket, hogy ezen a napon hozzanak magukkal törülközőt. A „Törülközőnap” azonnal sikert aratott a rajongók között, sokan küldtek be fényképeket, amik őket ábrázolták az utcán törülközővel.

## Javasolt dátumok voltak még
- február 11. (az év 42. napja)
- március 11. (Douglas Adams születésnapja)
- február 4. (4/2 - angol dátumozás)
- április 2. (4/2 - amerikai dátumozás)
- május 11. (Douglas Adams halálának napja)
- június 22. (42 nappal Douglas halála után)
- október 18. (2001 42. csütörtöke)